# 5:15
5:15 (uitspraak: Five Fifteen) is een single van de Britse rockband The Who. Het nummer werd geschreven door de songwriter-gitarist Pete Townshend voor The Who's tweede rockopera: Quadrophenia (1973), in navolging van het succes van hun eerste rockopera Tommy. Het nummer is het eerste van de tweede plaat.
In 5:15 heeft de hoofdrolspeler Jimmy een trein naar Brighton genomen, nadat hij een hoop drugs gebruikt heeft. Jimmy is een Mod, die behoort tot de sociaal-culturele jeugdbeweging in de zestiger jaren in Engeland. Jimmy's geheugen is ernstig ontwricht en bestaat op dit moment (in dít nummer) voornamelijk uit woede, verwardheid, geweld, seksuele frustratie en een gebrek aan een veilige plaats om op terug te kunnen vallen.
5:15 is, net zoals zoveel andere nummers van Quadrophenia, een referentie naar zichzelf - M-m-m-maaah generation (een knipoog naar The Who's tweede single My Generation) bijvoorbeeld staat voor een egocentrische tienerdisconnectie met zijn gemeenschap, familie en het tegengestelde geslacht, die vol woede is. Jimmy, die geboren werd in de oorlog (de Tweede Wereldoorlog) en haar nasleep, snapt niet waar hij zich zorgen om moet maken in de context van de extravagante Mod-waarden.
De opname in de studio pronkt met de originaliteit van Keith Moon, wiens gedrum een ritmische weergave is van het rijden van de trein, die langzaam een station nadert. De simpele beat van het nummer maakt het extreem populair voor het gebruik in concerten. De live-optredens van de band in 2000 werden opgeleukt door een extreem verlengde bassolo van bassist John Entwistle, die het nummer hiermee dicht bij of zelfs voorbij de magische tienminutengrens bracht. De versie op het album Live at the Royal Albert Hall komt zelfs op een indrukwekkende 11:40! Op de dvd is zelfs te zien dat er een camera vastzit op Entwistles gitaar, die het hele nummer laat zien hoe The Ox speelt.